# Dağcı, Ardahan
Dağcı là một xã thuộc thành phố Ardahan, tỉnh Ardahan, Thổ Nhĩ Kỳ. Dân số thời điểm năm 2010 là 774 người.